# 鈺展苗圃
鈺展苗圃，是臺灣花蓮縣壽豐鄉的一個新興景點，以成林的落羽松與水塘而聞名。該處距花蓮市大約半小時的車程。